# Дервіш Рукн ад-Дін
Дервіш Рукн ад-Дін (перс. درویش رکن‌الدین; д/н — 1379) — лідер Сербедарів Себзевара в 1376—1379 роках.

## Життєпис
Належав до тарікату шейха Хасан Джурі, отримавши звання дервіша. З початку 1360-х роках діяв спільно з шейхом Азізом Маджді, який намагався повернути сербедарський рух до першоджерел. 1376 року відкрито повстав проти правителя Ходжи Алі Муайяда, який гробниці ідеологів сербедарського руху — шейхів Халіфе та Джурі. Зазнав поразки й втік до Ширазу, де отримав військову допомогу від Шах Шуджи. Того ж року переміг Ходжу Алі Муайяда, який втік до Астрабаду.
Ставши правителем сербедарів намагався відновити традиції та установи шейхів Халіфе та Хасан Джурі (їх гробниці було відновлено). Політика з обмеження прав сербедарської знаті призвела до конфлікту. 1379 року Ходжа Алі Муайяд за допомогою Амір-Валі, правителя Астрабаду, вдерся до Сербзевару, завдавши поразки Рукн ад-Діну, що зрештою загинув.